# Chirlane McCray
Chirlane Irene McCray, née le 29 novembre 1954, est une femme de lettres américaine, écrivaine, professionnelle de la communication, et figure politique. Elle a publié de la poésie et travaillé en politique comme rédactrice de discours. Mariée au maire de New York Bill de Blasio, elle est la « Première dame » de la ville de New York de 2014 à 2021.

## Biographie
Chirlane McCray naît le 29 novembre 1954 et passe ses premières années à Springfield, dans le Massachusetts. Sa mère, Katherine, Clarissa Eileen (née Edwards), est une ouvrière, travaillant à la chaîne dans une usine d'électronique, et son père, Robert Hooper McCray, est commis dans une base militaire, chargé des inventaires. Sa famille est issue de Barbade et de Sainte-Lucie, et, sans doute antérieurement encore, du Ghana.
Lorsqu'elle a dix ans, le foyer déménage à Longmeadow, dans le Massachusetts, devenant seulement la deuxième famille noire de la localité. Des pétitions circulent, exigeant leur départ. À l'école secondaire, elle est la seule élève noire dans son école. Elle cite le racisme et les intimidations subis comme une partie de ses motivations initiales pour écrire, la poésie devenant un exutoire à sa colère,. Elle écrit aussi un article dans le journal de son école, sur les attitudes racistes.
Elle est inscrite au Wellesley College en 1972. Durant ses études, elle devient membre du Combahee River Collective, une organisation noire et féministe, un militantisme qui l'incite encore à écrire de la prose et de la poésie,.
Après l'obtention de son diplôme, elle déménage à New York pour travailler pour le magazine féminin Redbook. En 1979, elle publie un essai dans Essence Magazine, magazine mensuel de mode américain destiné aux femmes afro-américaines, intitulé Je suis lesbienne. Certains de ses poèmes sont inclus dans l'anthologie Home Girls: A Black Feminist Anthology.
En 1991, elle entre en politique. Elle rédige des discours pour le maire David Dinkins, premier maire afro-américain de New York. Elle côtoie dans les équipes démocrates Bill de Blasio. Ils se marient en 1994. Questionnée à propos de sa sexualité, elle déclare qu'elle déteste les étiquettes. Ultérieurement, en 2012, lorsqu'on lui rappelle son essai de 1979, elle répond : « Dans les années 1970, j'ai été lesbienne et j'ai écrit à ce sujet. En 1991, j'ai rencontré l'amour de ma vie, et je l'ai épousé ».

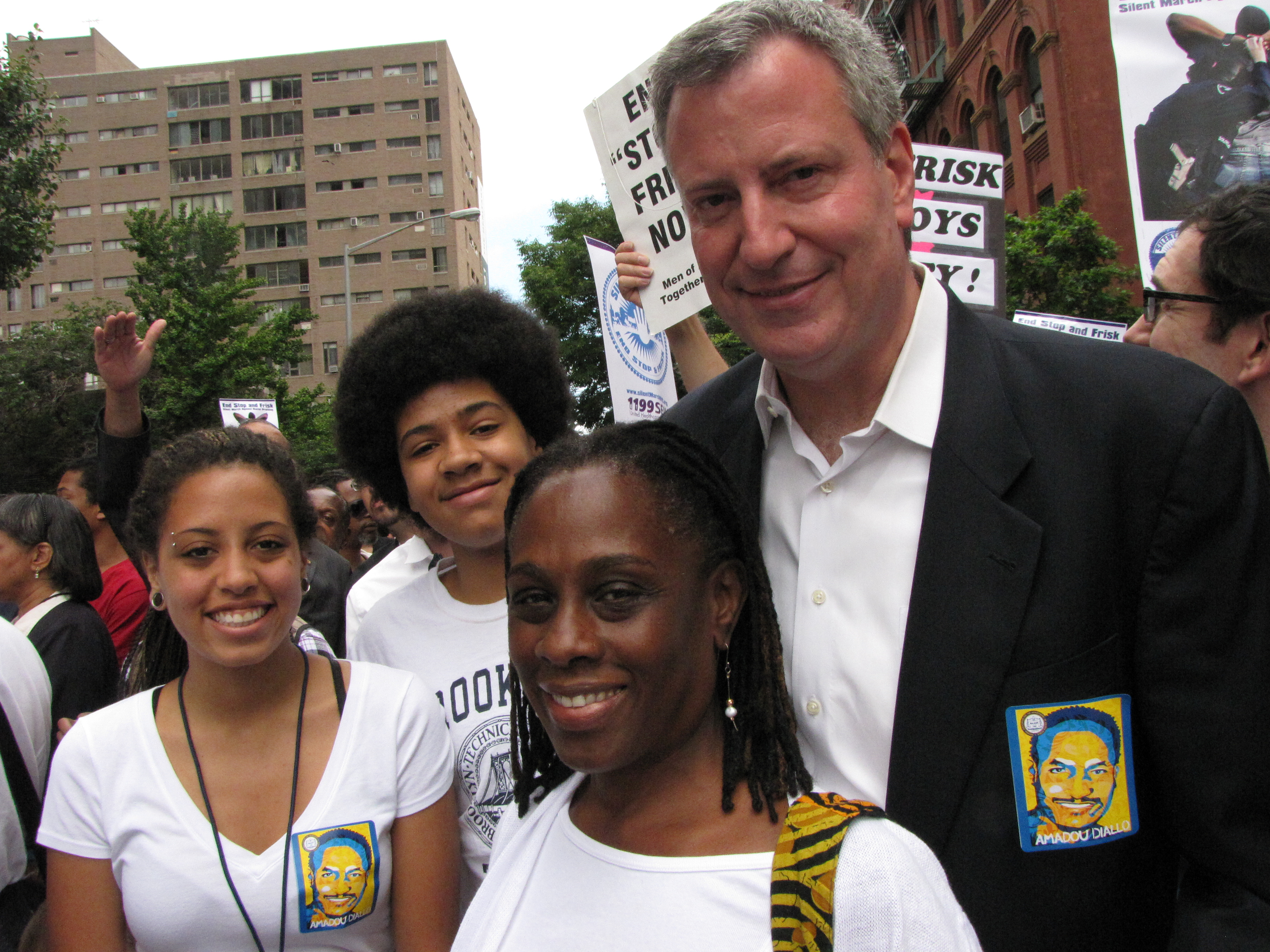
Chirlane McCray avec son conjoint, Bill de Blasio, et leurs deux enfants, en 2012.

McCray et de Blasio ont une fille, Chiara, et un fils, Dante, et vivent dans Park Slope, un quartier de Brooklyn. Au cours de l'administration Clinton, elle travaille pour le New York Foreign Press Center en tant que spécialiste des affaires publiques. Elle continue également à écrire des discours pour différentes personnalités.
À partir de 2004, elle travaille pendant cinq ans au Maimonides Medical Center. Elle travaille ensuite dans les relations publiques pour Citigroup pendant six mois, puis quitte ce job. Durant la campagne de son mari pour sa première élection comme maire de la Ville de New York en 2013, elle se consacre à nouveau à la rédaction de discours, pour son mari cette fois, et prépare des réunions et entrevues.
Bill de Blasio remporte le scrutin de 2013 et devient le nouveau maire de New York ; il est réélu en 2017. La famille quitte leur maison de Park Slope pour Gracie Mansion, la résidence traditionnelle des maires de la Ville de New York. Bill de Blasio confie à son épouse la direction du Fund to Advance New York City. Sous son impulsion, ce fonds met l'accent sur la gestion de la santé mentale, sur l'immigration et sur des projets pour la jeunesse,.